# Vallée moyenne de l'Ardèche et ses affluents
La vallée moyenne de l'Ardèche et ses affluents est la section de l'Ardèche comprise entre Aubenas et Vallon-Pont-d'Arc, s'étendant sur une longueur de 60 km. Cette section caractérisée par une élargissement de la vallée et une ripisylve alluviale caractéristique et des falaises calcaires.

## Statut
Le site est classé site d'intérêt communautaire Natura 2000 sous le numéro n°FR8201657.

## Description

L'Ardèche près de Vogüé

## Tourisme
Cette section de l'Ardèche est très fréquentée l'été pour les activités de canoë kayak, les sites de baignade, de pêche à la ligne et les nombreuses promenades et découvertes du milieu naturel.

## Espèces protégées présentes

### Mammifères
- Castor d'Europe
- Loutre d'Europe
- Barbastelle (Barbastella barbastellus)
- Grand murin (Myotis myotis)
- Grand rhinolophe (Rhinolophus ferrumequinum)
- Minioptère de Schreibers (Miniopterus schreibersii)
- Myotis capaccinii (Myotis capaccinii)
- Petit murin (Myotis blythii)
- Petit rhinolophe (Rhinolophus hipposideros)
- Rhinolophe euryale (Rhinolophus euryale)
- Vespertilion à oreilles échancrées (Myotis emarginatus)